# Nehemiah Grew

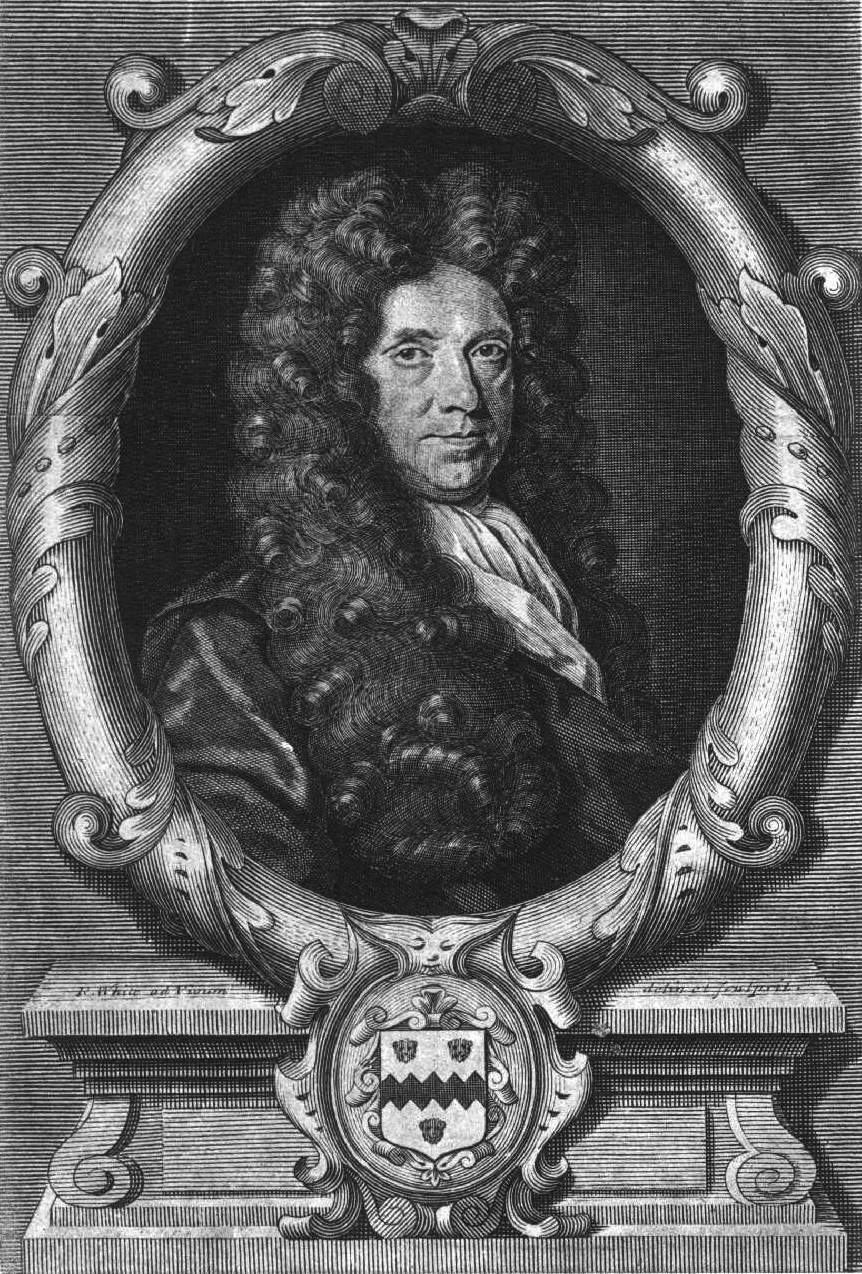
Nehemiah Grew.

Nehemiah Grew, född 26 september 1641 i Warwickshire, död 25 mars 1712, var en engelsk botaniker och läkare.
Grew var ledamot av Royal Society i London och blev 1677 sällskapets sekreterare. Grew förvärvade sig vidsträckt läkarpraktik, ägande sig på lediga stunder åt växtanatomiska och växtfysiologiska studier och sammanfattade dessa 1682 i det klassiska arbetet Anatomy of plants. Tillsammans med Marcello Malpighi var han växtanatomins grundläggare. Han utskilde i växtkroppen parenkym- och prosenkymceller samt kärl. Han sysselsatte sig även med mekaniken vid slingerväxternas rörelser och undersökte sexualiteten hos växterna. Grew har i det otryckta arbetet The means of a most ample increase of the wealth and strength of England (1707) givit en på merkantilistisk grundsyn vilande uppskattning av Englands dåtida ekonomiska resurser.